# Rota (Diplomatik)
Die Rota (früher in der Forschung auch orbiculus oder circulus genannt) ist ein fester Bestandteil des Eschatokolls mittelalterlicher Papsturkunden. Zusammen mit dem Benevalete und dem Komma wurde die Rota im Frühjahr 1049 von Leo IX. (1049–1053) eingeführt, womit eine vollständige Neugestaltung päpstlicher Privilegien einherging. Während das Komma nur wenige Jahrzehnte in den päpstlichen Urkunden Verwendung fand, gehörten Rota und Benevalete über mehrere Jahrhunderte fest zur Gestaltung von Privilegien.

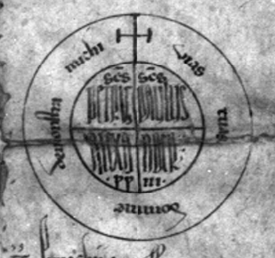
Rota auf einem Privileg Alexanders III. für San Salvatore zu Messina, 1175

Die Rota besteht aus zwei konzentrischen Kreisen, in deren Mitte sich ein gleicharmiges Kreuz befindet. Im äußeren Kreis steht als Umschrift die Devise des jeweiligen Papstes, in den vier inneren Quadranten sind Papstname und Titel (pp oder p für papa) eingetragen.
Urkundlich gesehen ist die Rota ein Mittel zur rechtlichen Vollziehung und zugleich zur religiösen Bekräftigung des persönlichen Programms des jeweiligen Papstes.

## Vorbilder
In der Forschung werden verschiedene mögliche Vorbilder für die päpstliche Rota angeführt. Als besonders naheliegend erscheint es, dass sich die Rota an dem Kreuz orientiert, das in päpstlichen Urkunden vor Leo IX. dem Benevalete vorangestellt wurden. Des Weiteren wurde mehrfach darauf hingewiesen, dass die Gestaltung der Rota eindeutige Ähnlichkeit mit dem Münzbild der Denare des 10. und 11. Jahrhunderts, aber auch früherer Jahrhunderte, aufweist. Engelbert Mühlbacher führte im 19. Jahrhundert die Möglichkeit an, dass Rota, Benevalete und Komma als Nachahmung der graphischen Symbole in kaiserlichen Urkunden gemeint seien und damit ihre Entsprechung in Siegel, Herrschermonogramm und Rekognitionszeichen fänden. Ein in einem Kreis eingeschlossenes Kreuz wurde zudem vom 10. bis zum 12. Jahrhundert als Unterfertigungszeichen in Papst-, Bischofs- und Privaturkunden sowohl südlich als auch nördlich der Alpen verwendet.

## Entwicklung der Rota
Leo IX. gilt als Schöpfer der päpstlichen Rota, sowie auch der beiden anderen graphischen Symbole in den päpstlichen feierlichen Privilegien, die ab Mitte des 11. Jahrhunderts vermehrt Verwendung fanden. Für Leo IX. sind uns heute 38 Original-Rotae erhalten geblieben, von denen er mindestens 33 selbst ausgefertigt hat. Die Beschriftung setzt sich zum einen aus dem päpstlichen Namen und Titel in den vier Quadranten (L|E||O|P), zum anderen aus der Devise Leos (M[isericordi]a | D[OMI]NI | plena e[st] | t[er]ra) zusammen.
Die Rota wurde unter den Päpsten des 11. Jahrhunderts immer wieder umgestaltet und erhielt erst unter Paschalis II. (1099–1118) eine feste Form. In den Quadranten eins und zwei stehen nun die Namen der beiden Apostelfürsten Petrus und Paulus (SCS Petrus | SCS Paulus). Die unteren beiden Quadranten beinhalten den Namen Paschalis II. und seinen Titel als Papst (Pasch PP | lis II).
Ebenso wie die äußere Form änderte sich auch der persönliche Anteil, den die Päpste an der Ausstellung der Rota hatten. Hatte Leo IX. noch beinahe alle Rotae selbst ausgefüllt, so trugen seine Nachfolger nur noch ihren Namen in die vier Quadranten ein, während die päpstlichen Devisen von Kurienschreibern eingefügt wurden. Mit der Einführung der päpstlichen Unterschrift um 1100 endete faktisch die Bedeutung der Rota als Unterfertigungszeichen des Papstes, wodurch eine eigenhändige Beteiligung obsolet wurde.
Im Verlauf des 14. Jahrhunderts kam die Urkundenform des feierlichen Privilegs zunehmend aus der Mode, was dazu führte, dass auch Rota und Benevalete nicht länger Verwendung fanden.

## Die Rota in anderen Urkundenformen

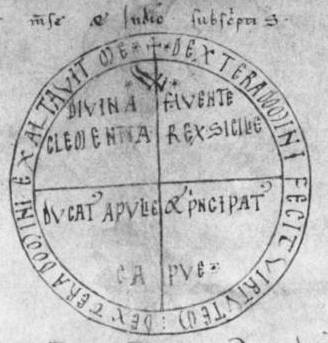
Rota König Wilhelms I. von Sizilien

Seit 1129 begegnet die Rota auch in den Urkunden der normannischen Könige Süditaliens. Bei den Rotae in nichtpäpstlichen, süditalienischen Privilegien scheint es sich allerdings um Nachahmungen der Papst-Rota zu handeln.
Seit 1038 (Fernando I.) ist auch auf den Privilegien der Könige von Kastilien und später der Könige von Spanien eine Rota abgebildet, die sog. privilegios rodados.

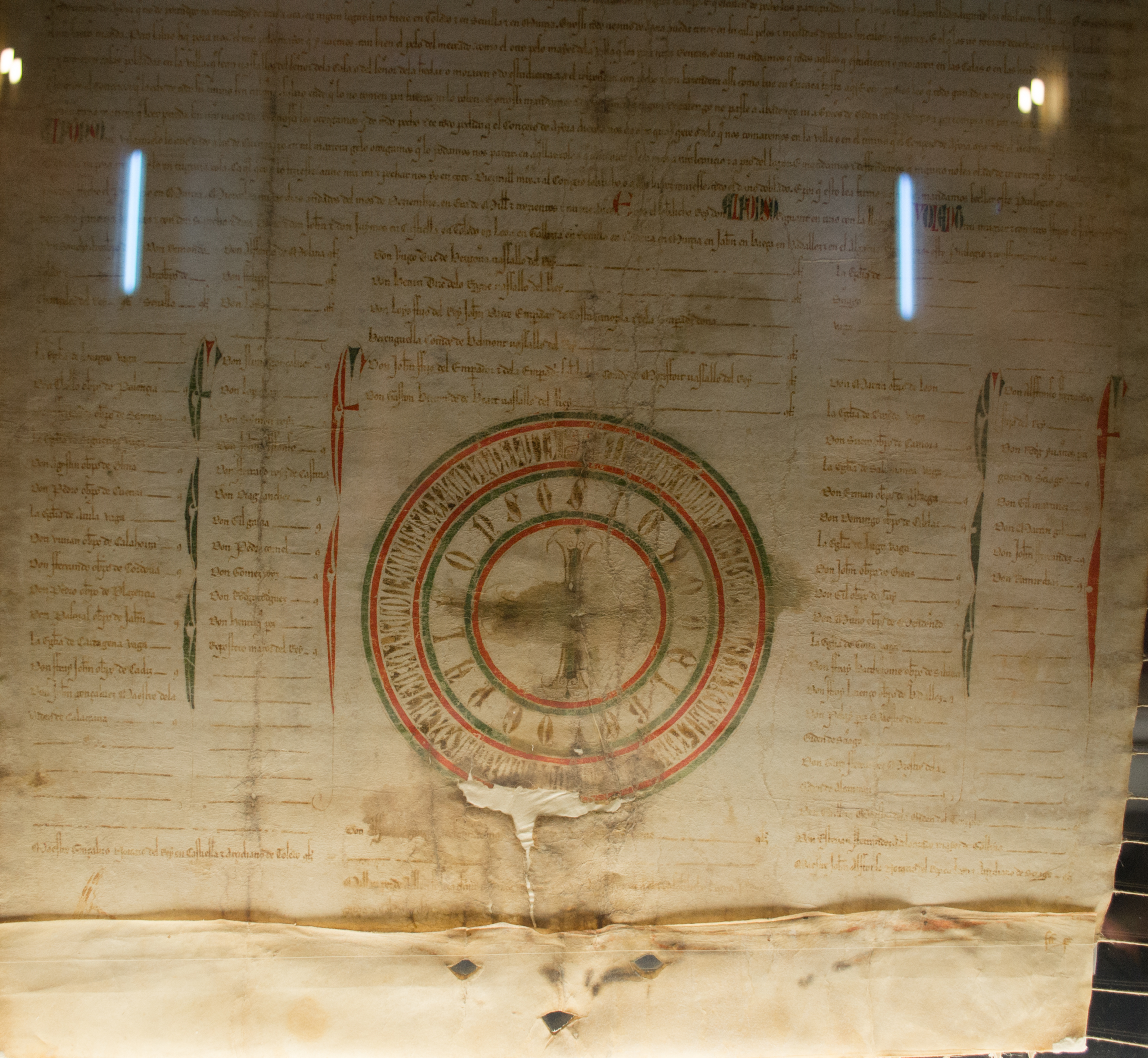
Privileg Königs Alfons X. von Kastilien für die Stadt Ayora, 9. Dezember 1271